# Séamus Hegarty
Séamus Hegarty (* 26. Januar 1940 in Kilcar, County Donegal; † 20. September 2019 in Letterkenny, Co Donegal) war ein irischer Geistlicher und von 1994 bis 2011 römisch-katholischer Bischof von Derry in Irland.

## Leben
Séamus Hegarty besuchte in Kilcar die National School und danach das St. Eunan’s College in Letterkenny. Er studierte von 1959 bis 1966 Philosophie und Theologie am St. Patrick’s College in Maynooth. Zudem graduierte er in Keltologie und sprach fließend irisch, englisch und deutsch. Hegarty empfing am 19. Juni 1966 durch Erzbischof John Charles McQuaid die Priesterweihe. Er unterrichtete an der Colaiste na Croise Naofa in Falcarragh, wo er von 1971 bis 1981 Präsident war.
Am 12. Februar 1982 wurde Hegarty von Papst Johannes Paul II. zum Bischof von Raphoe ernannt. Die Bischofsweihe spendete ihm der Erzbischof von Armagh, Tomás Séamus Kardinal Ó Fiaich, am 28. März desselben Jahres. Mitkonsekratoren waren der Apostolische Nuntius in Irland, Gaetano Alibrandi, und der Bischof von Derry, Edward Kevin Daly.
Am 1. Oktober 1994 wurde Hegarty zum Bischof von Derry ernannt. Am 23. November 2011 trat Séamus Hegarty aus Krankheitsgründen als Bischof von Derry zurück. Sein Rücktrittsgesuch nahm Papst Benedikt XVI. an.